# Chenereilles (Loara)
Chenereilles – miejscowość i gmina we Francji, w regionie Owernia-Rodan-Alpy, w departamencie Loara.
Według danych na rok 1990 gminę zamieszkiwały 264 osoby, a gęstość zaludnienia wynosiła 29 osób/km² (wśród 2880 gmin regionu Rodan-Alpy Chenereilles plasuje się na 1364. miejscu pod względem liczby ludności, natomiast pod względem powierzchni na miejscu 1193.).